# اوا-لیسا ماننر
اوا-لیسا ماننر (انگلیسی: Eeva-Liisa Manner; ۵ دسامبر ۱۹۲۱ – ۷ ژوئیهٔ ۱۹۹۵) زبان‌شناس، مترجم، شاعر، نویسنده، و نمایشنامه‌نویس اهل فنلاند بود.